# Larisa Popova
Larisa Popova (russisch Лариса Михайловна Александрова-Попова Larissa Michailowna Alexandrowa, ab 1980 Larissa Michailowna Popowa; * 9. April 1957 in Tiraspol, Moldauische SSR) ist eine ehemalige sowjetisch-moldauische Ruderin.

## Sportliche Karriere
Die 1,80 m große Larissa Alexandrowa ruderte für Moldova Chișinău. Bei den Olympischen Spielen 1976 wurden erstmals olympische Ruderwettbewerbe für Frauen ausgetragen. Der sowjetische Doppelvierer mit Anna Kondraschina, Mira Brjunina, Larissa Alexandrowa, Galina Jermolajewa und Steuerfrau Nadeschda Tschernyschowa gewann die Silbermedaille hinter dem Boot aus der DDR und vor den Rumäninnen.
Bei den Olympischen Spielen 1980 ruderte Larissa Popowa, wie sie nach ihrer Heirat hieß, mit Jelena Chlopzewa im Doppelzweier. Wegen des Olympiaboykotts der meisten westlichen Staaten nahmen nur sieben Boote an der Olympiaregatta teil; der sowjetische Doppelzweier gewann mit fast anderthalb Sekunden Vorsprung vor dem Boot aus der DDR, eine weitere Sekunde dahinter gewannen die Rumäninnen Bronze. Die Goldmedaille für Chlopzewa und Popowa war 1980 die einzige Rudergoldmedaille für die Sowjetunion. Außer den Einersiegen des Finnen Pertti Karppinen und der Rumänin Sanda Toma gingen alle anderen Rudergoldmedaillen in die DDR. 
1981 ruderten Chlopzewa und Popowa zusammen mit Tatjana Danilowa, Olga Kaspina und Steuerfrau Maria Semskowa-Korotkowa im Doppelvierer und gewannen den Titel bei den Weltmeisterschaften in München. Mit sieben Titeln war die Sowjetunion in München die stärkste Mannschaft vor der DDR. 1982 in Luzern und 1983 in Duisburg siegten im Doppelvierer Tatjana Baschkatowa, Olga Kaspina, Jelena Chlopzewa, Larissa Popowa und Maria Semskowa-Korotkowa. Die Siegesserie des sowjetischen Doppelvierers wurde 1984 durch den Olympiaboykott der Ostblockstaaten beendet. 